# شندره
شندره، روستایی است از توابع بخش مرکزی شهرستان سردشت استان آذربایجان
غربی ایران.

## جمعیت
این روستا در دهستان گورک سردشت قرار داشته و بر اساس سرشماری سال ۱۳۸۵ جمعیت آن ۸۷ نفر (۱۶ خانوار)
بوده‌است.